# اسنوری استورلوسون
اسنوری استورلوسون (Snorri Sturluson) ادیب، مورخ و سیاستمدار ایسلندی، متولد ۱۱۷۸ و متوفی به تاریخ ۲۲ سپتامبر ۱۲۴۱، سه بار متوالی به عنوان سخنگوی پارلمان ایسلند برگزیده شد.

## آثار
مهم‌ترین اثر اسنوری بدون شک ادای منثور، یا ادای جدید است که از سه بخش اصلی به نام‌های: گیلفاگینینگ، اسکالدزکاپارمال و هتاتال تشکیل شده است. اسنوری همچنین اثری به نام هایمس‌کرینگلا دارد که تاریخ پادشاهی سوئد و نروژ است. این کتاب با حکایت شاهان اسطوره‌ای در ینگلین‌گا ساگا آغاز می‌شود و تا تاریخ نروژ در ابتدای قرون وسطی ادامه می‌یابد. همچنین با توجه به شباهت سبک نگارش، محققان اسنوری را نویسنده اگیلس‌ساگا می‌دانند.

## سبک
به عنوان یک اسطوره‌نگار و اسطوره‌شناس، اسنوری را می‌توان پیرو مکتب یوهمرگرایی دانست. اسنوری در ادای منثور این نظریه را ابراز می‌کند که خدایان اسطوره‌ای ابتدا انسان، و در واقع رهبران نظامی کارآمد و مشهوری بوده‌اند که مدفن آنها تبدیل به اماکن محترمی شده‌اند. قبایل مختلف در هنگامهٔ سختی و جنگ شاهان و فرماندهان درگذشته خود را به یاری می‌خوانده‌اند و کم‌کم صورت واقعی این افراد به فراموشی سپرده شده و در انتها، شاه یا قهرمان درگذشته، به عنوان یک خدا در یادها ماندگار می‌شود. تا آنجا که وقتی قبیله‌ای به جنگ با قبیلهٔ دیگر می‌رفت، خدای خود را در جنگ با خدای قبیلهٔ دیگر می‌دید.